# Контрада Белведере (Палермо)
Контрада Белведере је насеље у Италији у округу Палермо, региону Сицилија.
Према процени из 2011. у насељу је живело 79 становника. Насеље се налази на надморској висини од 606 м.